# Ekstraliga Baseball
Die Ekstraliga Baseball (polnisch: Ekstraliga baseballowa) ist seit 1984 die höchste Spielklasse im  polnischen Baseball. Der Meister nimmt an der Qualifikationsrunde des CEB European Cups teil. Rekordmeister ist mit 17 Titeln Stal BiS Kutno.

## Teams 2024
- Barons Wrocław
- Centaury Warszawa
- Gepardy Żory
- Stal BiS Kutno
- Silesia Rybnik

## Spielsystem
Die Baseballsaison in der Extraliga dauert vom Frühjahr bis zum Herbst. Sie besteht aus zwei Runden:
- Hauptrunde
- Play-off-Runde

In der Hauptrunde spielen die Mannschaften nach dem System „jeder gegen jeden“ in Hin- und Rückspiel. Die Spiele der Extraliga finden sonntags statt. Dabei werden jeweils zwei Spiele von je sieben Innings am gleichen Tag ausgetragen.
An der Play-off-Runde nehmen die ersten vier Mannschaften aus der Hauptrundentabelle teil. Hier tritt er Erste gegen den Vierten und der Zweite gegen den Dritten an. Gespielt wird nach dem System „best of five“, das heißt, im Halbfinale und im Finale werden jeweils drei Siege benötigt, um weiterzukommen beziehungsweise den Titel zu gewinnen. Auch der dritte Platz wird ausgespielt.
Der Abstieg wird unter den Mannschaften fünf bis acht nach der Hauptrunde ausgespielt. Gespielt wird hier nach dem System „best of three“. Der Achte nach dieser Play-out-Runde steigt automatisch in die Liga I ab, der Siebte spielt gegen den Zweiten der Liga I um das Recht, in der Extraliga zu spielen.

## Geschichte
Die Liga startete 1984. Allerdings gibt es Quellen, nach denen schon vor dem Zweiten Weltkrieg in Wilna ein polnisches Baseball-Team bestand. Kontakte zwischen polnischen und tschechoslowakischen Baseball-Interessierten gab es bereits in den fünfziger und sechziger Jahren. 1978 wurde der polnische Baseball- und Softballverband gegründet. Als erstes offizielles Baseball-Spiel wird eine Begegnung mit der niederländischen Mannschaft Foresters Heiloo im Jahre 1983 angesehen, als diese eine Tour durch Polen machte. Im folgenden Jahr begann der Ligabetrieb.

## Bisherige Meister
| - 1984: KS Silesia Rybnik - 1985: KS Silesia Rybnik - 1986: KS Silesia Rybnik - 1987: KS Silesia Rybnik - 1988: MKS Stal BiS Kutno - 1989: MKS Stal BiS Kutno - 1990: RKS Skra Warschau - 1991: MKS Stal BiS Kutno - 1992: MKS Stal BiS Kutno - 1993: RKS Skra Warschau - 1994: RKS Skra Warschau - 1995: MKS Stal BiS Kutno - 1996: MKS Stal BiS Kutno - 1997: MKS Stal BiS Kutno - 1998: BK Jastrzębie - 1999: BK Jastrzębie - 2000: BK Jastrzębie - 2001: BK Jastrzębie - 2002: MKS Stal BiS Kutno - 2003: MKS Stal BiS Kutno |  | - 2004: KS Dęby Osielsko - 2005: MKS Stal BiS Kutno - 2006: MKS Stal BiS Kutno - 2007: MKS Stal BiS Kutno - 2008: MKS Stal BiS Kutno - 2009: TSB Demony Miejska Górka - 2010: MKS Stal BiS Kutno - 2011: MKS Stal BiS Kutno - 2012: BUKS Gepardy Żory - 2013: WUKB Centaury Warschau - 2014: MKS Stal BiS Kutno - 2015: MKS Stal BiS Kutno - 2016: WUKB Centaury Warschau - 2017: KS Silesia Rybnik - 2018: KS Silesia Rybnik - 2019: MKS Stal BiS Kutno - 2020: Barons Wrocław - 2021: MKS Stal BiS Kutno - 2022: MKS Stal BiS Kutno - 2023: MKS Stal BiS Kutno |